# 弁当屋さんのおもてなし
『弁当屋さんのおもてなし』（べんとうやさんのおもてなし）は、喜多みどりによる日本の小説。イラストはイナコが担当。2017年5月、小鹿千春と大上祐輔を主人公とするシリーズ第1巻の『弁当屋さんのおもてなし ほかほかごはんと北海鮭かま』が角川文庫（KADOKAWA）より発行された。第7巻からは『弁当屋さんのおもてなし しあわせ宅配篇』と主役を変えて刊行。第1巻はこれまで16版にわたり発行され、シリーズ累計30万部（文庫・コミックスの紙・電子含む）。
十峯なるせによる漫画版が『COMIC BRIDGE』（KADOKAWA）にて2020年6月19日より連載中。また、2023年2月に北海道テレビによって実写ドラマ化されている。2024年1月13日からシーズン2が放送。
北海道・札幌の豊水すすきの駅近くの路地裏に佇む弁当屋を舞台に繰り広げられる、グルメと人をめぐる暖かい出来事を描いたハートウォーミングな作品である。

## 既刊一覧

### 小説
- 喜多みどり(著)・イナコ(イラスト) 『弁当屋さんのおもてなし』 KADOKAWA〈角川文庫〉、既刊12巻（2024年1月23日現在）
  1. 「ほかほかごはんと北海鮭かま」2017年5月25日発売[4]、ISBN 978-4-04-105579-3
  2. 「海薫るホッケフライと思い出ソース」2017年10月25日発売[5]、ISBN 978-4-04-106146-6
  3. 「ほっこり肉じゃがと母の味」2018年5月25日発売[6]、ISBN 978-4-04-106885-4
  4. 「甘やかおせちと年越しの願い」2018年11月22日発売[7]、ISBN 978-4-04-106886-1
  5. 「まかないちらしと春待ちの君」2019年5月24日発売[8]、ISBN 978-4-04-108154-9
  6. 「夢に続くコロッケサンド」2019年11月21日発売[9]、ISBN 978-4-04-108155-6
  7. 「しあわせ宅配篇」2020年8月25日発売[10]、ISBN 978-4-04-109866-0
  8. 「しあわせ宅配篇2」2021年4月23日発売[11]、ISBN 978-4-04-111345-5
  9. 「しあわせ宅配篇3」2021年10月21日発売[12]、ISBN 978-4-04-111938-9
  10. 「しあわせ宅配篇4」2022年4月21日発売[13]、ISBN 978-4-04-112487-1
  11. 「新米夫婦と羽ばたくお子様ランチ」2023年2月24日発売[14]、ISBN 978-4-04-113508-2
  12. 「巡り逢う北の大地と爽やか子メロン」2024年1月23日発売[15]、ISBN 978-4-04-114536-4

### 漫画
- 喜多みどり（原作）・イナコ（キャラクター原案）・十峯なるせ（作画） 『弁当屋さんのおもてなし』 KADOKAWA〈BRIDGE COMICS〉、既刊2巻（2022年8月8日現在）
  1. 2021年4月8日発売[16]、ISBN 978-4-04-064708-1
  2. 2022年8月8日発売[17]、ISBN 978-4-04-681309-1

## テレビドラマ
2022年4月21日、北海道テレビ開局55周年特別企画として実写ドラマ化が発表された。2022年11月29日、主演久保田紗友をはじめ、飯島寛騎、戸次重幸（TEAM NACS）、札幌出身のメインキャスト三人が発表され、同年12月20日にドラマ全編の撮影が終え、公式Twitterとホームページにてクランクアップが発表。北海道テレビの連続ドラマ制作は、2019年3月放送の開局50周年ドラマ『チャンネルはそのまま!』以来となる。

### 製作
本ドラマの制作企画自体が2021年夏ごろに立ち上がっており、その後2022年1月から11月撮影開始までのほぼ一年間にわたってキャスティングが行われていた。ロケはほぼほぼ札幌市内で実施。「くま弁」店内と千春の部屋はHTB本社第2スタジオにセットを組んだ。同局にとっては初となる本格的スタジオドラマであり、大道具制作にあたっては長年北海道放送（HBC）制作のドラマに携わってきた北海道美術センターが担当している。
予算規模が『チャンネルはそのまま!』の半分以下だったことから、経費削減のため、ドラマ製作のスタッフはほとんど北海道テレビ社内の人材で占められ、そのほとんどがドラマ製作が初体験であった。いわば寄せ集めの集団ともいえるが、カメラマンなどの技術スタッフが情報番組も担当しており、番組で食べ物を扱う経験があったために、料理を美味しそうに撮影する技術に長けているといった、寄せ集めならではの利点もあった。
プロデューサーは「北海道で製作されたドラマ」という点に強く拘り、出演者のみならず、多くの人材が北海道出身者で固められた。そうした技術者は東京に集まっていることが多いが、時期柄もあって、北海道へUターンしている者、東京へいてもリモートで参加している者がおり、協力を得ることに成功した。主題歌のFurui Riho、作中音楽を担当する柴田聡子も共に北海道出身であり、料理監修も、札幌の老舗フランス料理店コートドールの元料理長であり、若手料理人コンテスト「CHEF-1グランプリ」の初代王者でもある旭川市出身の下國伸が担当している。
本ドラマは全4話であり、2023年2月25日から3月18日まで北海道テレビにて連続4週放送された。3月19日よりNetflixでの配信が開始。3月27日以降、テレビ朝日系列や他系列のローカル局での放送も順次決められている。
2023年3月18日、最終話放送後にシーズン2の制作が発表された。北海道テレビでのドラマの続編制作は本作が初であり、主要キャストは久保田、飯島、戸次が続投された。
2023年6月、北海道内の個人や団体の制作のよる映像作品を対象とした「北海道映像コンテスト2023」（北海道映像関連事業社協会主催）で、第2話の『父娘をつなぐ甘納豆お赤飯』が、番組部門の優秀賞を受賞した。2023年10月24日、東京ドラマアウォード2023「ローカル・ドラマ賞」を受賞した。

### 登場人物
小鹿千春（こじか ちはる）
演 - 久保田紗友
主人公。東京から札幌に転勤してきたOL。馴染みのない北海道への転勤や彼氏に二股をかけられたことに精神がボロボロになったとき、ユウが作った「具の間違った」弁当を食べて癒しされ、その後くま弁の常連になる。北海道に来るまで自炊したことがなく、料理が下手で、世話焼きの性格である。
大上ユウ / 大上祐輔（おおかみ ユウ / おおかみ ゆうすけ）
演 - 飯島寛騎
弁当屋『くま弁』の店員。本人は「魔法ではございません」と主張しているが、客の気持ちに寄り添うような「魔法の弁当」を作れる。父が一流シェフであり、高校卒業後父と叔父が立ち上げた高級フランス料理のレストランに勤めていた。父が他界した後、叔父との価値観のズレでストレスを抱えて東京から北海道に逃げ出す。
黒川晃（くろかわ あきら）
演 - 戸次重幸
弁当屋『くま弁』を30年以上に通ってきた常連客。ローカル少女アイドル白鳥あまねの父。娘のことが大好き。
熊野鶴吉（くまの つるきち）
演 - 山野久治
弁当屋『くま弁』の店長。好物が山わさび。くま弁の前でケガをしたユウの世話をしていた。ユウから尊敬されている。
くんた
声 - 森崎博之
『くま弁』のキャラクター。

#### シーズン1

##### 第1話
小鹿亜紀子
演 - 千堂あきほ
千春の母。
近藤悟
演 - 舟木健
千春の彼氏。千春と交際中に二股をかけ、その後倉橋と結婚。
倉橋ももよ
演 - 佐藤かなん
千春の先輩。
千春の上司
演 - 武田晋

##### 第2話
白鳥あまね / 黒川茜
演 - 鎌田英怜奈
ローカルアイドル。黒川の娘。

##### 第3話
カタリナ / 片倉莉奈
演 - 遠藤久美子
突然占いをできなくなった人気占い師。
柴田美智子
演 - 小山世莉
島の漁協職員。

##### 第4話
「くま弁」のお客
演 - 錦鯉
江馬正幸
演 - 泉陽二
ユウの叔父。
江馬真和
演 - 下國伸
ユウの父。

#### シーズン2

##### 第1話
華田将平
演 - 奥野壮
ユウの昔馴染み

##### 第2話
土田若菜
演 - 森田想
三輪の元教え子。
三輪ことり
演 - 小林きな子
高校教師。

##### 第3話
南波美馬
演 - 大後寿々花
南波一馬
演 - 瀧原光
南波の弟。

##### 第4話
小鹿亜紀子
演 - 千堂あきほ

### スタッフ
- 原作 - 喜多みどり『弁当屋さんのおもてなし』（KADOKAWA刊）
- 脚本 - 山本透
- 演出 - 平尾由佳子
- 音楽 - 柴田聡子
- 主題歌 - Furui Riho「Friends」（LOA MUSIC）
- 料理監修 - 下國伸
- エグゼクティブプロデューサー - 橋本秀利
- プロデューサー - 星悠平、東雅子、佐々木淳一、野沢和寿
- 協力 - 札幌フィル厶コミッション、札幌市映像制作補助金、SAPP‿RO（サッポロスマイル）
- 制作 - HTB北海道テレビ

### 放送日程・配信日程

#### シーズン1
| 話数  | 放送日 （北海道テレビ） | タイトル                     | 視聴率 |
| ----- | ----------------------- | ---------------------------- | ------ |
| 第1話 | 2023年 2月25日          | 『鮭かま弁当』               | 3.9%   |
| 第2話 | 3月04日                 | 『父娘をつなぐ甘納豆お赤飯』 |        |
| 第3話 | 3月11日                 | 『記憶の中のホッケフライ』   |        |
| 第4話 | 3月18日                 | 『涙の山わさびおにぎり』     |        |

#### シーズン2
| 話数  | 放送日 （北海道テレビ） | タイトル                     | 視聴率 |
| ----- | ----------------------- | ---------------------------- | ------ |
| 第1話 | 2024年 1月13日          | 『七月のかきめし弁当』       |        |
| 第2話 | 1月20日                 | 『自分と向き合う天ぷら弁当』 |        |
| 第3話 | 1月27日                 | 『姉弟の新米弁当』           |        |
| 第4話 | 2月03日                 | 『母の想いと豚肉じゃが』     |        |

### 放送局

#### シーズン1
| 放送局                       | 系列           | 放送日時                | 放送時間                                                   |
| ---------------------------- | -------------- | ----------------------- | ---------------------------------------------------------- |
| 北海道テレビ放送（HTB）      | テレビ朝日系列 | 2023年2月25日 ‐ 3月18日 | 4週連続土曜 10:40 -                                        |
| 青森朝日放送（ABA）          | テレビ朝日系列 | 2023年3月27日 ‐ 3月30日 | 4日連続 14:19 -                                            |
| 山形テレビ（YTS）            | テレビ朝日系列 | 2023年3月27日 ‐ 3月30日 | 4日連続 15:48 -                                            |
| テレビ神奈川（tvk）          | 独立局         | 2023年3月27日 ‐ 3月30日 | 4日連続 23:30 -                                            |
| 福島放送（KFB）              | テレビ朝日系列 | 2023年4月1日 ‐ 4月22日  | 4週連続土曜 14:30 -                                        |
| 瀬戸内海放送（KSB）          | テレビ朝日系列 | 2023年4月5日 - 4月26日  | 4週連続水曜 深夜0:55 -                                     |
| 鹿児島放送（KKB）            | テレビ朝日系列 | 2023年4月6日 - 4月27日  | 4週連続木曜 深夜1:20 - （4月13日のみ深夜1:26 - ）          |
| テレビ山梨（UTY）            | TBS系列        | 2023年4月13日           | 4話一挙放送 23:56 -                                        |
| 名古屋テレビ放送（メ～テレ） | テレビ朝日系列 | 2023年4月19日 - 5月10日 | 4週連続水曜 深夜0:57 -                                     |
| 山口朝日放送（yab）          | テレビ朝日系列 | 2023年4月20日 - 5月11日 | 4週連続木曜 深夜0:45 -                                     |
| 長野朝日放送（abn）          | テレビ朝日系列 | 2023年5月26日 - 6月2日  | 5月26日金曜 14:50 - 、6月2日金曜 13:50 -（2話連続放送/週） |
| とちぎテレビ（とちテレ）     | 独立局         | 2023年6月10日 - 6月11日 | 2日連続 19:30 -（2話連続放送/日）                          |
| 大分朝日放送（OAB）          | テレビ朝日系列 | 2023年6月20日 - 6月27日 | 2週連続火曜 13:54 -（2話連続放送/週）                      |
| 広島ホームテレビ（HOME）     | テレビ朝日系列 | 2023年6月24日 -         | 水曜（火曜深夜） 0:55 -                                    |
| 秋田朝日放送（AAB）          | テレビ朝日系列 | 2023年8月7日 - 8月10日  | 4日連続 15:10 -                                            |
| テレビ埼玉（テレ玉）         | 独立局         | 2023年8月12日 - 8月19日 | 2週連続土曜 19:00 - （2話連続放送/週）                     |

#### シーズン2
| 放送局                  | 系列           | 放送日時                | 放送時間                                                                                          |
| ----------------------- | -------------- | ----------------------- | ------------------------------------------------------------------------------------------------- |
| 北海道テレビ放送（HTB） | テレビ朝日系列 | 2024年1月13日 ‐ 2月3日  | 4週連続土曜 10:40 -                                                                               |
| 瀬戸内海放送（KSB）     | テレビ朝日系列 | 2024年2月7日 - 2月28日  | 4週連続水曜 深夜0:55 -                                                                            |
| 東日本放送（khb）       | テレビ朝日系列 | 2024年2月17日 - 3月9日  | 4週連続土曜 深夜0:00 -                                                                            |
| 福島放送（KFB）         | テレビ朝日系列 | 2024年2月19日 ‐ 2月27日 | 2月19日月曜 深夜0:15 - 、2月20日火曜 深夜0:15 - 、2月26日月曜 深夜0:15 - 、2月27日火曜 深夜0:15 - |

### 配信元

#### シーズン1
| 配信期間        | 配信サイト               | 備考           |
| --------------- | ------------------------ | -------------- |
| 2023年2月25日 - | HTB北海道onデマンド(hod) | 有料レンタル制 |
| 2023年3月19日 - | Netflix                  | 定額会員制     |

#### シーズン2
| 配信期間        | 配信サイト                  | 備考           |
| --------------- | --------------------------- | -------------- |
| 2024年1月13日 - | HTB 北海道 on デマンド(hod) | 有料レンタル制 |
| 2024年2月10日 - | Netflix                     | 定額会員制     |